# Асаф Джах V
Мір Тахніят Алі-хан Сіддікі Бейефенді Афзал ад-Даула Асаф Джах V (11 жовтня 1827 — 26 лютого 1869) — правитель (нізам) Хайдарабаду від 1857 до 1869 року.

## Життєпис
Син Асаф Джаха IV. Народився 1827 року. Посів трон 1857 року. Невдовзі спалахнуло повстання сіпаїв. Позиціям нізама також загрожували ваххабіти. 17 липня 1857 року повстали рохілли. Протягом наступних 15 місяців усі повстання було придушено спільними зусиллями нізама й британців. 1858 року було дозволено називати себе вірним союзником британського уряду.
Продовжуючи політику попередника, завершив реформування податкової та судової системи, запровадив поштову службу та побудував перші залізничні та телеграфні мережі. У 1861 році він був нагороджений Зіркою Індії, йому пробачили борг в 500 тис. рупій, повернули частину Берару та паргану Шолапур. На кінець панування прибутки скарбниці завдяки енергійним діям його міністрів збільшилися в 40 разів.
Продовжував розбудову палацового комплексу своєї династії в м. Гайдарабад. Помер тут 1869 року. Йому спадкував син Асаф Джах VI.